# 미스코리아 (드라마)
《미스코리아》는 2013년 12월 18일부터 2014년 2월 26일까지 방영한 문화방송 수목 미니시리즈이다.

## 줄거리
1997년을 배경으로 위기에 처한 화장품 회사원들이 자신의 고교 시절 전교생의 퀸카였던 그녀를 미스코리아로 만드는 이야기.

## 등장 인물

### 주요 인물
- 이연희 : 오지영(27세) 역 - 드림백화점 엘리베이터 걸
- 이선균 : 김형준(30세) 역 - 비비화장품 사장
- 이기우 : 이윤(30세) 역 - 투자 M&A 회사 대한민국 내 대리인
- 송선미 : 고화정(32세) 역 - 비비화장품 연구실장
- 이성민 : 정선생(40세) 역
- 이미숙 : 마애리(55세) 역 - 퀸미용실 원장, 미스코리아 출신
- 고성희 : 김재희(24세) 역 - 소속 미스코리아 지망생, 국회의원 김성철의 딸

### 오지영의 주변 인물
- 장용 : 오종구 역 - 오지영의 할아버지
- 정규수 : 오면상 역 - 오지영의 아버지
- 정석용 : 오웅상 역 - 오지영의 삼촌
- 백봉기 : 오지석 역 (아역 장대웅) - 오지영의 오빠

### 김형준의 주변 인물
- 임예진 : 고봉희 역 - 김형준의 어머니

### 퀸 미용실
- 허승재 : 윤 실장 역 - 마애리의 수석 비서
- 강태오 : 마애리의 아들 역

### 체리 미용실
- 박국선 : 최수연 역 - 소속 미스코리아 지망생
- 강한나 : 임선주 역 - 소속 미스코리아 지망생
- 하연주 : 신선영 역 - 소속 미스코리아 지망생
- 홍지민 : 양춘자 역 - 원장, 마애리와 라이벌관계

이길려고함 하지만 짐

### 드림 백화점
- 박하나 : 한소진 역 - 엘리베이터 걸
- 문지인 : 김유라 역 - 엘리베이터 걸
- 유은호 : 정은아 역 - 엘리베이터 걸
- 김예원 : 이영선 역 - 엘리베이터 걸
- 장원영 : 박 부장 역 - 판매기획팀 부장

### 비비화장품
- 오정세 : 김홍삼 역 - 기획실장
- 최재환 : 김강우 역 - 연구원
- 조상기 : 김강식 역 - 기획이사, 김강우의 형

### 휴먼 파트너스 코리아
- 김정화 : 이윤의 비서 역

### 부활캐피탈
- 정승길 : 황 사장 역

### 그 외 인물
- 고인범 : 김성철 역 - 국회의원, 김재희의 아버지
- 양예승 : 노희주 역 - 1997년 미스코리아 대구 진
- 한세인 : 남주나 역 - 미스 강원 진
- 최현서 : 김혜미 역
- 노수람 : 퀸미용실 소속 미스코리아 지망생 역
- 윤정아 : 퀸미용실 소속 미스코리아 지망생 역
- 함진성 : 양복 남 역

### 특별출연
- 최재섭 : 중국집 배달부 역
- 신영일 : 미스코리아 MC 역
- 정소민 : 주유소 아르바이트생 역
- 이문세 : 라디오 별밤지기 목소리 DJ 역

## 시청률
최저 시청률과 최고 시청률은 시청률 조사회사와 지역별로 시청률에 차이가 있을 수 있습니다.
| 2013년      | 2013년      | 2013년         | 2013년       | 2013년         | 2013년       |
| 회차        | 방송일      | TNmS 시청률    | TNmS 시청률  | AGB 시청률     | AGB 시청률   |
| 회차        | 방송일      | 대한민국(전국) | 서울(수도권) | 대한민국(전국) | 서울(수도권) |
| ----------- | ----------- | -------------- | ------------ | -------------- | ------------ |
| 제1회       | 12월 18일   | 7.6%           | 8.9%         | 7.0%           | 8.0%         |
| 제2회       | 12월 19일   | 7.1%           | 9.5%         | 7.3%           | 8.4%         |
| 제3회       | 12월 25일   | 8.2%           | 10.6%        | 7.7%           | 8.6%         |
| 제4회       | 12월 26일   | 8.1%           | 9.9%         | 7.7%           | 8.6%         |
| 2014년      |             |                |              |                |              |
| 제5회       | 1월 1일     | 8.1%           | 8.9%         | 9.5%           | 10.8%        |
| 제6회       | 1월 2일     | 8.3%           | 10.2%        | 8.9%           | 9.6%         |
| 제7회       | 1월 8일     | 6.7%           | 7.6%         | 7.4%           | 8.4%         |
| 제8회       | 1월 9일     | 8.5%           | 11.0%        | 8.5%           | 9.4%         |
| 제9회       | 1월 15일    | 6.8%           | 7.9%         | 6.8%           | 7.7%         |
| 제10회      | 1월 16일    | 7.9%           | 9.8%         | 7.1%           | 7.6%         |
| 제11회      | 1월 22일    | 7.3%           | 9.0%         | 7.1%           | 7.2%         |
| 제12회      | 1월 23일    | 6.8%           | 7.7%         | 6.7%           | 7.3%         |
| 제13회      | 1월 29일    | 5.6%           | 6.5%         | 5.9%           | 6.8%         |
| 제14회      | 1월 30일    | 8.9%           | 9.8%         | 8.6%           | 10.0%        |
| 제15회      | 2월 5일     | 6.4%           | 7.0%         | 6.8%           | 7.8%         |
| 제16회      | 2월 6일     | 7.5%           | 8.2%         | 7.3%           | 8.7%         |
| 제17회      | 2월 13일    | 5.7%           | 6.1%         | 4.8%           | 4.9%         |
| 제18회      | 2월 19일    | 6.8%           | 7.0%         | 7.0%           | 8.6%         |
| 제19회      | 2월 20일    | 5.4%           | 6.7%         | 5.9%           | 7.3%         |
| 제20회      | 2월 26일    | 5.5%           | 5.6%         | 6.2%           | 7.0%         |
| 평균 시청률 | 평균 시청률 | 7.2%           | 8.4%         | 7.2%           | 8.1%         |

## 결방 사유
- 2014년 2월 12일 : 2014년 동계 올림픽 중계방송으로 인해 결방

## 동시간대 드라마
- 《별에서 온 그대》
- 《예쁜 남자》
- 《감격시대》

## 같이 보기
- 미스코리아